# Фінал кубка Німеччини з футболу 1956
Фінал Кубка Німеччини з футболу 1956 — фінальний матч розіграшу кубка Німеччини сезону 1956 відбувся 5 серпня 1956 року. У поєдинку зустрілися «Карлсруе» та «Гамбург» з однойменних міст. Перемогу з рахунком 3:1 здобув «Карлсруе».
| Володар Кубка Німеччини 1956 |
| ---------------------------- |
|                              |
| «Карлсруе» Другий титул      |

## Учасники
| Клуб       | Участей | Роки (жирним виділено перемоги) |
| ---------- | ------- | ------------------------------- |
| «Карлсруе» | 1       | 1955                            |
| «Гамбург»  | дебют   | дебют                           |

## Шлях до фіналу
| Раунд                                                   | Противник       | Рахунок |
| ------------------------------------------------------- | --------------- | ------- |
| 1/2                                                     | «Пірмазенс» (Г) | 5–1     |
| (Д) = Вдома; (Г) = У гостях; (Н) = На нейтральному полі |                 |         |

| Раунд                                                   | Противник                   | Рахунок |
| ------------------------------------------------------- | --------------------------- | ------- |
| 1/2                                                     | «Фортуна» (Дюссельдорф) (Г) | 2–1     |
| (Д) = Вдома; (Г) = У гостях; (Н) = На нейтральному полі |                             |         |

## Матч

### Деталі
| 5 серпня 1956 |

| Карлсруе                | 3:1      | Гамбург    |
| ----------------------- | -------- | ---------- |
| Термат 40', 63' Кон 87' | Протокол | Зеелер 16' |

| Вільдпаркштадіон, Карлсруе Глядачів: 25 000 Арбітр: Адольф Лозер |

|  |  |

| В                |  | Руді Фішер          |
| З                |  | Вальтер Баурайс (к) |
| З                |  | Вернер Гессе        |
| ПЗ               |  | Герхард Зідль       |
| ПЗ               |  | Зігфрід Геесеманн   |
| ПЗ               |  | Гайнц Руппенштайн   |
| Н                |  | Бергард Термат      |
| Н                |  | Гайнц Бек           |
| Н                |  | Антуан Кон          |
| Н                |  | Курт Зоммерлатт     |
| Н                |  | Освальд Трауб       |
| Головний тренер: |  |                     |
| Людвіг Янда      |  |                     |

| В                             |  | Горст Шнорр        |
| З                             |  | Вальтер Шемел      |
| З                             |  | Франц Клепатц      |
| ПЗ                            |  | Гайнц Лізе         |
| ПЗ                            |  | Йозеф Позіпаль (к) |
| ПЗ                            |  | Йохенфрітц Майнке  |
| Н                             |  | Уве Ройтер         |
| Н                             |  | Гюнтер Шлегел      |
| Н                             |  | Уве Зеелер         |
| Н                             |  | Клаус Штюрмер      |
| Н                             |  | Гергард Круг       |
| Головний тренер:              |  |                    |
| Гюнтер Мальманн Мартін Вільке |  |                    |